# 桑島邦博
桑島 邦博（くわじま くにひろ、1948年 - ）は、日本の生物物理学者。東京大学名誉教授、分子科学研究所名誉教授、総合研究大学院大学名誉教授。元日本蛋白質科学会会長。

## 人物・経歴
北海道生まれ。1971年北海道大学理学部高分子学科卒業。1974年北海道大学大学院理学系研究科修士課程修了。1975年北海道大学理学部高分子学科教務職員。1979年北海道大学理学博士。1980年スタンフォード大学生化学科博士研究員（アメリカ国立衛生研究所奨励研究員）。1983年北海道大学理学部高分子学科助手。1992年東京大学理学部物理学科助教授。1993年東京大学大学院理学系研究科物理学専攻助教授。1999年東京大学大学院理学系研究科物理学専攻教授。2005年日本生化学会評議員。2007年自然科学研究機構岡崎統合バイオサイエンスセンター教授兼分子科学研究所、総合研究大学院大学物理科学研究科機能分子科学専攻教授。2008年総合研究大学院大学物理科学研究科研究科長、日本蛋白質科学会副会長。2010年日本蛋白質科学会会長。2013年東京大学名誉教授、分子科学研究所名誉教授、総合研究大学院大学名誉教授、総合研究大学院大学学融合推進センター特任教授、高等科学院計算科学部KIASスカラー、東京理科大学基礎工学部生物工学科非常勤講師。